# Vigo di Cadore
Vigo di Cadore là một đô thị ở tỉnh Belluno trong vùng Veneto, có vị trí cách khoảng 120 km về phía bắc của Venice và khoảng 45 km về phía đông bắc của Belluno. Tại thời điểm ngày 31 tháng 12 năm 2004, đô thị này có dân số 1.641 và diện tích 70,8 km².
Đô thị Vigo di Cadore có các frazioni (các đơn vị trực thuộc, chủ yếu là thôn làng) Laggio, Pelos, and Pinié.
Vigo di Cadore giáp các đô thị: Auronzo di Cadore, Forni di Sopra, Lorenzago di Cadore, Lozzo di Cadore, Prato Carnico, Santo Stefano di Cadore, Sappada, Sauris.